# Свежий ветер
«Свежий ветер» — телекомпания, учрежденная директором фирмы «ЛИС`С» Сергеем Лисовским для заполнения утреннего эфира ГТРК «Петербург — Пятый канал». Чуть более полугода она производила для «Пятого канала» программу «Доброе утро»». Сегодня подобный формат копируют большинство центральных телеканалов. Но так как трансляция осуществлялась без логотипа вещателя, то ГТРК «Петербург — Пятый канал» обвинили в скрытой уступке своей лицензии. Передачу закрыли, а утренние часы вещания «Петербург — Пятый канал» отдали МТК «Телеэкспо».
С марта 1995 года выпускала для «Пятого канала» программу «Живьём с Максом». Эфирное время было поделено между «Телеэкспо» и ГТРК «Петербург — Пятый канал».
24 ноября 1995 года прошел последний эфир телекомпании на «Пятом канале».
С 1 октября 1995 года «Свежий ветер» стал производителем утреннего субботнего и воскресного эфира для ОРТ. Передача «Подъём» просуществовала до мая 1996 года. 
С ноября 1996 по середину 1997 года телекомпания «Свежий ветер» являлась главным подрядчиком и производителем контента для музыкального телеканала «НТВ-Плюс».